# 338
El 338 (CCCXXXVIII) fou un any comú començat en diumenge del calendari julià.

## Esdeveniments
- Aliança entre gots i romans per protegir els limites septentrionals o frontera del Danubi.[1]
- L'emperador Constantí II intervé contra els perses a Armènia.[2]
- Comença la persecució dels no-cristians com a pagans a l'Imperi Romà.[3]
- Eusebi de Nicomèdia escollit patriarca.